# Hasarius tropicus
Hasarius tropicus – gatunek pająka z rodziny skakunowatych.
Gatunek ten został opisany w 2010 roku przez Piotra Jastrzębskiego na podstawie pojedynczego okazu samca, który odłowiony został w Phuntsholing w 1972 roku.
Holotypowy samiec ma prosomę długości 2,19 mm, ubarwioną ciemnobrązowo z jaśniejszą częścią tułowiową i czarną okolicą tylnego rzędu oczy. Opsitosoma jest z wierzchu szara z płowym pasem podłużnym i płowymi paskami ukośnymi. Sternum jest żółte, a odnóża jasnobrązowe z ciemniejszą parą przednią. Na nogogłaszczkach występują długie i gęste białe włoski zlokalizowane na rzepkach i wewnętrznej krawędzi goleni. Na szczycie bulbusa osadzony jest cienki i krótki embolus.
Gatunek znany wyłącznie z Bhutanu.